# Time and Trauma
Time and Trauma è il sesto album in studio del gruppo musicale statunitense 36 Crazyfists, pubblicato nel 2015.

## Tracce
1. Vanish – 3:50
2. 11.24.11 – 3:52
3. Sorrow Sings – 4:04
4. Lightless – 2:55
5. Time and Trauma – 4:07
6. Also Am I – 3:38
7. Translator – 4:01
8. Silencer (featuring Adam Jackson) – 4:47
9. Slivers – 3:44
10. Swing the Noose – 3:47
11. Gathering Bones (featuring Kelly Acone) – 4:34
12. Marrow (featuring Stephanie Plate) – 5:52

Edizione deluxe
1. Edge of the End – 3:39
2. I, Erase – 3:36